# Parker Pen Company

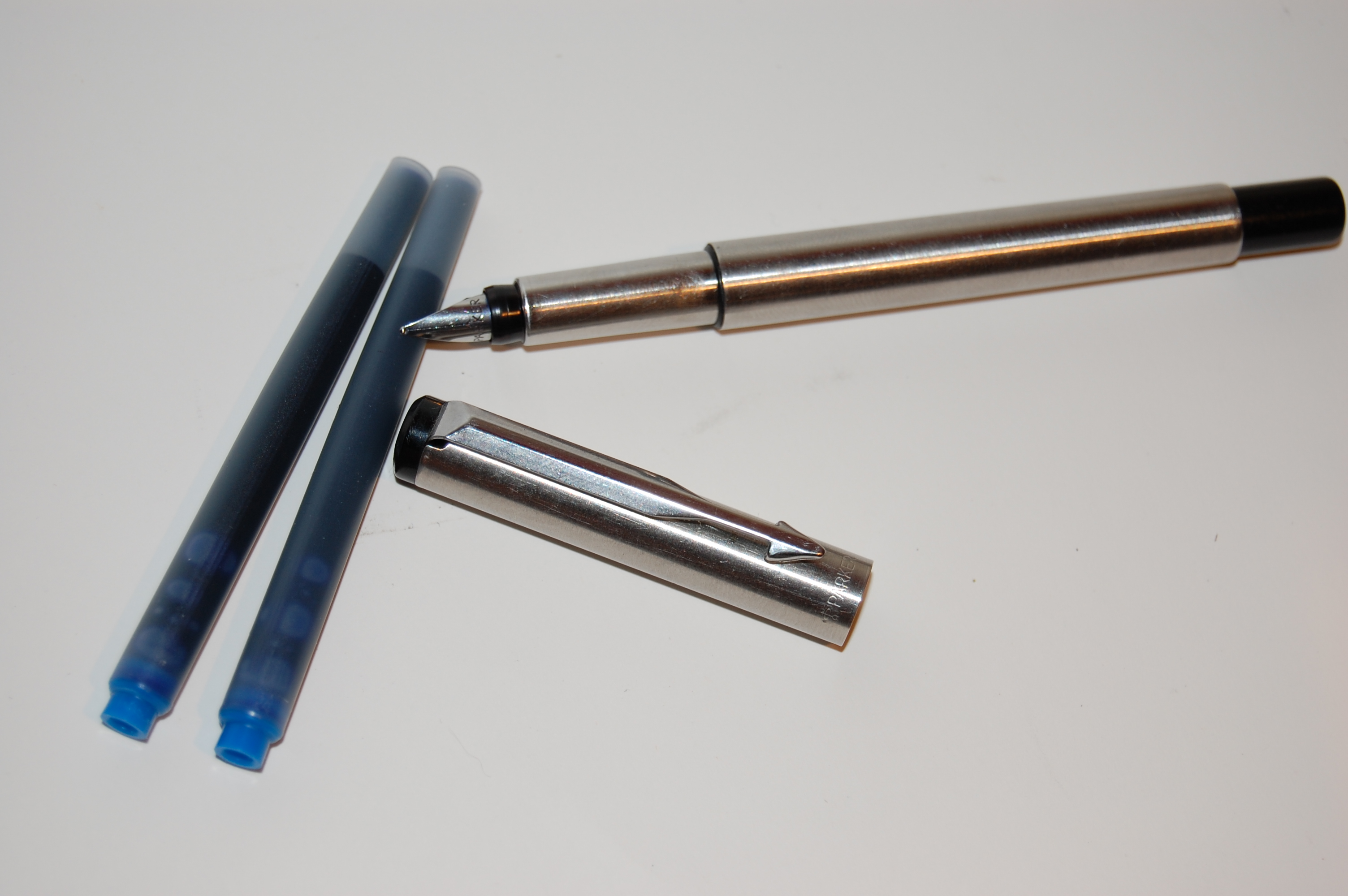
Ein Füller mit passenden Patronen

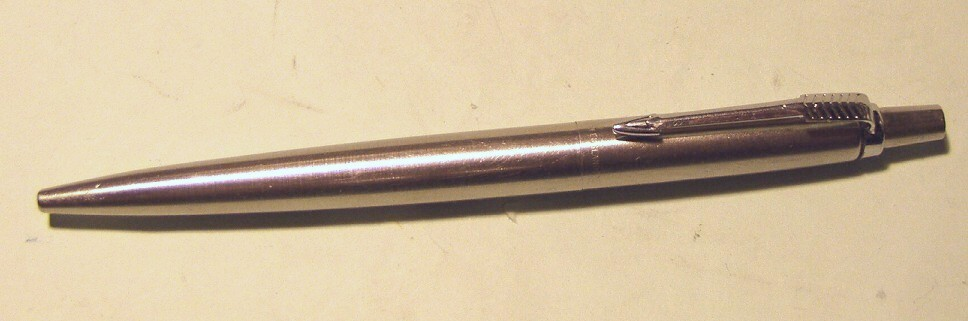
Eine Variante des Parker Jotter

Parker Pen Company, kurz Parker, ist ein US-amerikanisches Unternehmen, das verschiedene Schreibwaren herstellt. Es wurde 1888 in Janesville, Wisconsin, gegründet und stellt insbesondere Kugelschreiber und Füllfederhalter her, die seit 1933 den Feder-Pfeil-Clip haben.

## Gründung, Geschichte und Modelle
George Safford Parker (* 1863 in Shullsburg) übernahm, nachdem er seinen Abschluss an der Upper Iowa University gemacht und einen Kurs über Telegrafie an der Valentine School in Janesville, Wisconsin besucht und innerhalb eines Jahres dort Lehrer geworden war, eine Vertretung der John-Holland-Füllfederhalter. Da er mit dem Tintenleiter der vertriebenen Füller nicht zufrieden war, begann er diesen umzukonstruieren. Am 10. Dezember 1889 erhielt er für das Konstrukt ein Patent. Mit Hilfe eines ihm bekannten Juweliers schaffte Parker es, seine ersten eigenen Füller zusammenzusetzen. Er verkaufte die 50 Prozent der zwischenzeitlich gegründeten „Parker Pen Company“ für 1.000 Dollar an W. F. Palmer, einen Versicherungsvertreter.
Parker erhielt in der nächsten Zeit zahlreiche Patente für Erfindungen, mit denen er die Füllfederhalter verbesserte, so auch für den Lucky-Curve-Zuführer, der dafür sorgte, dass die Resttinte aus der Feder gezogen wurde, wenn der Füller nicht in Gebrauch war. Am 28. Juni 1899 bekam er das Patent für die erste Steckkappe und am 3. Mai 1904 für die Erfindung eines neuen Füllsystems, mit dem Füllfederhalter ohne Pipette befüllt werden konnten. 
1918 überschritten die Umsätze der Firma die Millionengrenze. Sein Sohn Russel Parker kam 1914 ins Unternehmen, 1919 folgte sein Sohn Kenneth Parker. 
Um 1917/1922 (über das genaue Datum besteht Unklarheit) brachte die Firma den Herrenfüller Duofold auf den Markt, er war eine Weiterentwicklung des Jack-Knife-Saftey-Füllfederhalters (Jack Knife 25). Dieser kostete damals 7 Dollar und damit mehr als das Doppelte eines üblichen Füllers. Der Füller war rot und hatte eine Goldfeder. Der Duofold war die Idee des Parkermanagers Lewis M. Tebbel. Es gab drei Modelle dieses Füllers: Senior, Junior und Lady. Zu dieser Zeit bot Parker ca. 400 verschiedene Füllermodelle an. Da der Duofold schnell die Fertigungskapazitäten der Firma auslastete, wurde das Angebot auf 30 gut verkäufliche Füller reduziert.
Georg Parker mietete 1923 eine Fabrik in Toronto und vergrößerte so das Unternehmen.
1924 gründete die Firma eine Zweigniederlassung in England. Diese machte zunächst erhebliche Verluste, was sich änderte, als die Leitung der Niederlassung an Engländer übergeben wurde.   
Der erste Plastikfüller überhaupt wurde 1926 auf den Markt gebracht, er war aus Permanite.
Bill Palmer, einer der Gesellschafter der Firma, verkaufte 1928 drei Viertel seiner Firmenanteile an die Investmentbank A.G. Becker & Co. in Chicago. Diese Anteile wurden dann an der Chicagoer Börse notiert. 
Im Sommer 1932 wurde ein Vacuum-Füller auf den Markt gebracht. Das Patent hatte man von Professor Dahlberg von der Universität Wisconsin gekauft und fünf Jahre lang weiterentwickelt. Er wurde unter der Markenbezeichnung Vacuum Filler und ab 1933 unter der Bezeichnung Vacumatic verkauft. 
Eine Serie preiswerter Füller und Bleistifte wurde 1932 unter dem Namen Duette eingeführt. 
Das Oberklassemodell Smaragd/Perl wurde ab 1935 verkauft und ab 1936 das Modell The Senior. Es folgten die Modelle Major (Füller und Bleistift). 1938 kam die Serie Junior Debutante.  
Von 1934 bis 1939 wurden neben den Oberklassemodellen auch preiswertere entwickelt und angeboten, darunter die Parkett Serie, Challenger und Televisor.
Die Vacumatics-Reihe wurde 1939 durch die Luxusmodelle Imperial und Major Signet ergänzt. Es folgten die Spitzenmodelle Imperial Ensign, Imperial Princess und das teuerste Modell Imperial Coronet, wobei hier der Bleistift 50 Dollar und der Füller 100 Dollar kostete. 
1939 wurde die Entwicklung des Fiftone abgeschlossen, er kam zunächst in Brasilien auf den Markt und ab 1941 weltweit unter der Bezeichnung Parker 51. In dieser Reihe folgten weitere Füller, die mit Zahlen bezeichnet wurden. So kamen 1948 die Modelle der 21er Serie zum Verkauf, die äußerlich dem 51er glichen, aber nicht so aufwendig verarbeitet waren wie dieser.  
Der 1949 in kleiner Stückzahl angebotene Presidential 51 erhielt 1950 den Preis der Fashion Academy Award.
Der erste Kugelschreiber von Parker kam im Januar 1954 unter der Bezeichnung Jotter auf den Markt. Er wurde mit der Tatsache beworben, dass er eine Belastung von 180 Kilogramm aushielte. Mit diesem konnte man fünfmal länger schreiben als mit herkömmlichen Kugelschreibern, die Spitze nutze sich langsamer ab. Er wurde weit über 750 Millionen Mal verkauft.
Mit dem Füller Modell 61 wurde im September 1956 ein völlig neues Füllsystem eingeführt. Die Tinte wurde dabei durch die kapillare Anziehung eingesaugt. 1960 kam das Modell 45, das erste mit Tintenpatrone. Nach einer langjährigen Studie 1962 das Modell V.P. (Very Personal), von dem später auch eine Variante als „Holy Water Sprinkler“ (Weihwassersprenger) für Priester verkauft wurde. Beim Modell 75, das 1964 kam, konnte die Goldfeder verdreht, sie somit an den Schreibwinkel angepasst werden. Ab 1970 wurde für kurze Zeit ein Titanfüller produziert, das Modell T1. In den 1970ern kamen die Modelle Falcon (Modell 50) und das Modell 180, das beidseitig benutzbar war.